# Saison 2 de Saving Hope
Chronologie
Saison 1 Saison 3
Cet article présente le guide des épisodes de la deuxième saison de la série télévisée canadienne Saving Hope.

## Synopsis
Après un accident de voiture, Charlie Harris, chef du département de chirurgie de l'Hôpital de Hope Zion à Toronto se retrouve dans le coma. Il découvre qu'il peut se déplacer dans l'hôpital sous forme d'esprit.
Sa fiancée Alex Reid, chirurgienne, tente de le sauver avec l'aide d'autres médecins, dont le chirurgien Joel Goran.

## Distribution

### Acteurs principaux
- Erica Durance (VF : Véronique Desmadryl) : Dr Alex Reid
- Michael Shanks (VF : William Coryn) : Dr Charlie Harris
- Daniel Gillies (VF : Arnaud Arbessier) : Dr Joel Goran
- Huse Madhavji (en) : Dr Shahir Hamza
- Julia Taylor Ross : Dr Maggie Lin
- Kristopher Turner (en) : Dr Gavin Murphy
- Wendy Crewson : Dr Dana Kinney
- Benjamin Ayres (en) : Dr Zachary Miller
- Michelle Nolden : Dr Dawn Bell, ex-femme de Charlie

### Acteurs récurrents
- Glenda Braganza (en) : Dr Melanda Tolliver
- Salvatore Antonio (en) : Victor Reis
- K. C. Collins (en) : Dr Tom Reycraft
- Joseph Pierre (en) : Jackson Wade
- Conrad Coates (en) : Bryan Travers, exécutif principal de l'hôpital
- Erin Karpluk : Sonya[1]
- Tyler Hynes (en) : Luke Reid
- Steve Cumyn : Dr George Riediger

## Généralités
- Cette saison comporte 18 épisodes[2], diffusée en deux parties.
- La saison est diffusée uniquement au Canada, NBC aux États-Unis ayant abandonné la série.
- Au Québec, la deuxième saison est diffusée entre 24 mars 2014 et le 27 juillet 2014 sur AddikTV.

## Production
Le 25 juillet 2012, CTV a renouvelé la série pour une deuxième saison de treize épisodes, puis en novembre, a augmenté le nombre d'épisodes à 18.

## Épisodes

### Épisode 1:Je regarde la Mort
- Canada : 25 juin 2013 sur CTV[4]
- Québec : 24 mars 2014 sur AddikTV
- France : sur Série Club

- Canada : 1,083 million de téléspectateurs[5] (première diffusion)

- Nola Augustson : La mère du tireur
- Diana Bentley : Lucy
- Kyle Harrison Breitkopf : Ryan
- Jonas Chernick : Nick
- Conrad Coates : Brian Travers

### Épisode 2:Des petits cochons
- Canada : 2 juillet 2013 sur CTV
- Québec : 31 mars 2014 sur AddikTV

- Canada : 1 million de téléspectateurs[6] (première diffusion)

- Daniel Kash (Sam Riff)
- Rick Miller (Oliver Adams)
- Siobhan Murphy (Robin Adams)
- Stefani Kimber (Emma)
- Tammy Isbell (mère d'Emma)
- Joel Keller (père d'Emma)

### Épisode 3:Pourquoi perdre du temps?
- Canada : 9 juillet 2013 sur CTV
- Québec : 7 avril 2014 sur AddikTV

- Canada : 829 000 téléspectateurs[7] (première diffusion)

- Raoul Bhaneja (en) : Hamid Nazir
- Vanessa Morgan : Ricki Wilkins
- Kevin Hanchard : Doug Wilkins
- Jordan Todosey : Arwen

### Épisode 4:Défense
- Canada : 16 juillet 2013 sur CTV
- Québec : 14 avril 2014 sur AddikTV

- Canada : 906 000 téléspectateurs[8] (première diffusion)

- Erin Karpluk : Sonja Sullivan
- Peter Keleghan : Randall Crane
- Noam Jenkins : Russell Birk
- Shauna MacDonald : Sheila Birk
- Lauren Hammersley : Ariel

### Épisode 5:La Face de panda géant
- Canada : 23 juillet 2013 sur CTV
- Québec : 21 avril 2014 sur AddikTV

- Canada : 942 000 téléspectateurs[9] (première diffusion)

- Tzi Ma : Dr. Lin
- Tyler Hynes : Luke Reid
- Araya Mengesha : Dembele
- Dayle McLeod : Lily

### Épisode 6:Rien ne dure
- Canada : 30 juillet 2013 sur CTV
- Québec : 28 avril 2014 sur AddikTV

- Canada : 1,01 million de téléspectateurs[10] (première diffusion)

- Erin Karpluk : Sonja Sullivan
- Tyler Hynes : Luke Reid
- Cara Ricketts : Allison Davis
- Harmon Walsh : Travis Bain / Mr. May
- Carlyn Burchell : Claire Bain
- Kyle Breitkopf : Ryan Sullivan

### Épisode 7:Lit numéro un
- Canada : 6 août 2013 sur CTV
- Québec : 5 mai 2014 sur AddikTV

- Canada : 1,061 million de téléspectateurs[11] (première diffusion)

- Tyler Hynes : Luke Reid
- Patrick McKenna : Roddy Gray
- Matthew Bennett : Graham Kennedy
- Sarain Boylan : Bonnie Drummond

### Épisode 8:Changement de programme
- Canada : 13 août 2013 sur CTV
- Québec : 12 mai 2014 sur AddikTV

- Canada : 1,099 million de téléspectateurs[12] (première diffusion)

- Alan Van Sprang : Thomas Ford
- Jane Spidell : Diane Wentz
- Ryan Blakely : Andrew Penn
- Peter Michael Dillon : Jack Wentz
- Rogan Christopher : Devon

### Épisode 9:Vamonos
- Canada : 20 août 2013 sur CTV
- Québec : 19 mai 2014 sur AddikTV

- Canada : 1,097 million de téléspectateurs[13] (première diffusion)

- Erin Karpluk : Sonja Sullivan
- Kristin Booth : Genna Rayman
- Tyler Hynes : Luke Reid
- Justin Kelly : Riley Stiles
- Joanne Boland : Holly Stiles

### Épisode 10:L'Os du poulet
- Canada : 2 janvier 2014 sur CTV[15]
- Québec : 26 mai 2014 sur AddikTV

- Canada : 1,668 million de téléspectateurs[16],[17] (première diffusion + différé 7 jours)

- Tyler Hynes : Luke Reid
- Eric Johnson : Dr. Jason Kalfis
- Rachael Crawford : Carrie
- Jameson Kraemer : Craig
- Brandon Coffey : Clayton

### Épisode 11:En bloc
- Canada : 9 janvier 2014 sur CTV
- Québec : 2 juin 2014 sur AddikTV

- Canada : 1,721 million de téléspectateurs[18] (première diffusion + différé 7 jours)

- Tyler Hynes : Luke Reid
- Diane D'Aquila : Ida
- Sergio Di Zio : Walter

### Épisode 12:Nottingham 7
- Canada : 16 janvier 2014 sur CTV
- Québec : 9 juin 2014 sur AddikTV

- Canada : 1,444 million de téléspectateurs[19] (première diffusion + différé 7 jours)

- Krista Bridges : Paulina
- Dani Kind : Blake
- Jonathan Watton : Carl

### Épisode 13:En Éveil
- Canada : 23 janvier 2014 sur CTV
- Québec : 16 juin 2014 sur AddikTV

- Canada : 1,523 million de téléspectateurs[20] (première diffusion + différé 7 jours)

- Erin Karpluk : Sonja Sullivan
- Eric Johnson : Dr. Jason Kalfis
- Benjamin Arthur : Seth Rollins
- Shannon Currie : Caporal Fran Seymour

### Épisode 14:43 Minutes
- Canada : 30 janvier 2014 sur CTV
- Québec : 23 juin 2014 sur AddikTV

- Canada : 1,566 million de téléspectateurs[21] (première diffusion + différé 7 jours)

- Georgina Reilly : Denise
- Chris Hoffman : John Doe Patient

### Épisode 15:N'approchez pas de l'ours
- Canada : 6 février 2014 sur CTV
- Québec : 30 juin 2014 sur AddikTV

- Canada : 1,52 million de téléspectateurs[22] (première diffusion + différé 7 jours)

- Eric Johnson : Dr. Jason Kalfis
- Liane Balaban : Abigail
- Ian Matthews : Wayne Power

### Épisode 16:Manque d'air
- Canada : 13 février 2014 sur CTV
- Québec : 7 juillet 2014 sur AddikTV

- Canada : 1,586 million de téléspectateurs[23] (première diffusion + différé 7 jours)

- Paulino Nunes : Dr. Neil Rocca
- Robin Brûlé : Bridgette Garvey
- Christopher Bolton : Louie Garvey
- Allison Wilson-Forbes : Nurse Alice
- Steve Cumyn : Dr. George Baumann
- Lucius Hoyos : Cade
- Robert Verlaque : Dudley Devonshire
- Sheila McCarthy : Violet Devonshire
- Alexander De Jordy : Connor Bowden

### Épisode 17:Nous étions deux agneaux
- Canada : 20 février 2014 sur CTV
- Québec : 14 juillet 2014 sur AddikTV

- Canada : 1,53 million de téléspectateurs[24] (première diffusion + différé 7 jours)

- Eric Johnson : Dr. Jason Kalfis
- Wendel Meldrum : Mimi
- Kate Hewlett : Sarah
- Jordan Pettle : le mari de Sarah

### Épisode 18:Cœurs Brisés
- Canada : 27 février 2014 sur CTV
- Québec : 21 juillet 2014 sur AddikTV

- Canada : 1,675 million de téléspectateurs[25] (première diffusion + différé 7 jours)

- Peter Keleghan : Randall Crane
- Bryn McAuley : Leslie Crane
- David Storch : Ian Taft
- Steve Cumyn : Dr. George Baumann